# アンジョー県
座標: 北緯27度55分30秒 東経96度20分53秒 / 北緯27.92500度 東経96.34806度
アンジョー県（アンジョーけん、英語: Anjaw District、/ˈændʒɔ:/）は、インド北東部アルナーチャル・プラデーシュ州の県。2004年に、アルナーチャル・プラデーシュ州の県域再編修正法 (the Arunachal Pradesh Re-organization of Districts Amendment Act) により、ロヒット県から分離する形で、県として新設された。この県は、北側を中国と接している。 標高1296mにあるハワイは県都であり、ブラマプトラ川の支流であるロヒット川の河岸に位置している。この県は、インドで最も東に位置している
中国との国境にさらに近い集落には、ドン、ワロン、キビトゥ、カホがある。

## 歴史
1962年の中印国境紛争の際には、アンジョー県の一部が中国によって占領された。国境紛争地域であるため、アンジョー県にはインド軍が常駐している。2020年中印国境紛争の際には、追加の部隊がこの地域に派遣された。

## 地理

### 河川
おもな河川は以下の通りである。

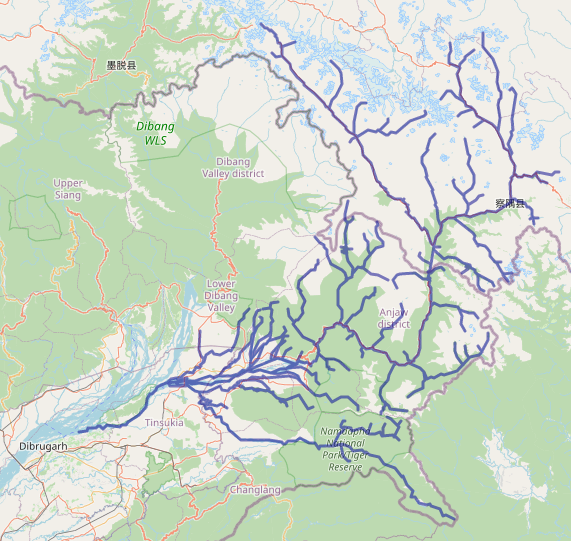
ロヒット川の流域図。

- ロヒット川 (Lohit River) - 地元のミシュミ人はタル (Talu) と呼ぶ。
- Lam River
- Tidding River
- Delei River
- Krowti River
- Dichu River
- Lati River
- Klung River
- Dav River
- Telua River
- Ampani River
- Sarti River
- Yepak river

## 交通
2,000-キロメートル  (1,200 mi)におよぶ、マゴ (Mago)＝ティンブとビジャイナガルをマクマホンラインに沿って結ぶ、アルナーチャル・フロンティア・ハイウェイが構想されており、さらに構想中の東西産業回廊ハイウェイと交差し、この県を縦貫すること担っているが、その地図は、
こちらやこちらにある。

## 経済

### 農業
おもな農産物は、トウモロコシ、雑穀、米、豆、カルダモン、オレンジ、ナシ、プラム、リンゴである。

## 行政区分
アルナーチャル・プラデーシュ州議会の選挙区はハユリアン選挙区だけがある。この選挙区は、ローク・サバー（連邦議会下院）のアルナーチャル・イースト選挙区の一部になっている。
この県には、「サークル (circle)」と称される郡が8つある。

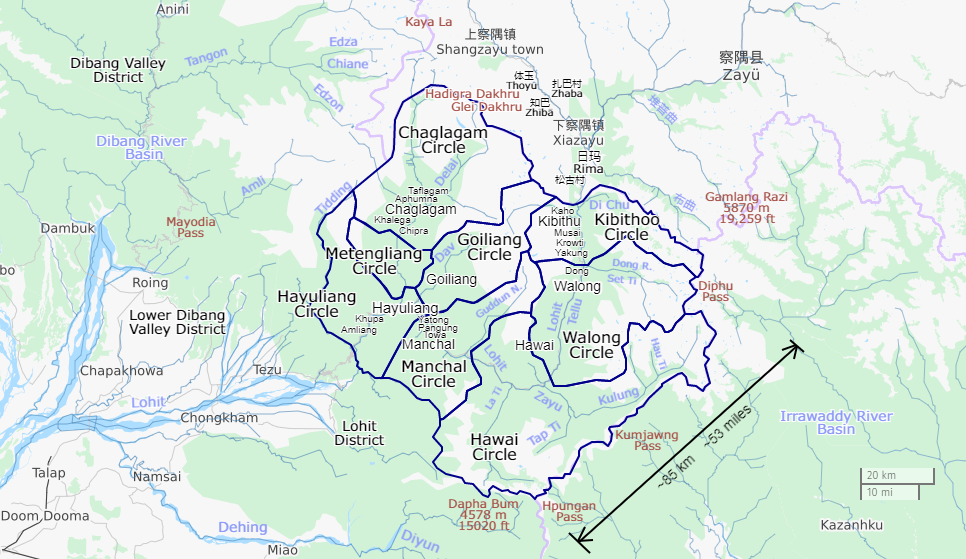
アンジョー県

- Hayuliang
- Metengliang
- Goiliang
- Chaglagam
- Manchal
- ハワイ郡 (Hawai)
- Walong
- Kibithoo

## 人口
2011年の国勢調査によれば、アンジョー県の人口は 21,167人であり、おおよそパラオの人口と同じである。これは、640あるインドの県の中で、639番目にあたる。人口密度は、3人毎平方キロメートル (7.8/sq mi) である。2001年から2011年にかけての人口増加率は、13.77% であった。アンジョー県の性比は、男性1,000人に対して女性805人であり、識字率は 59.4% である

### 部族
ミシュミ人と、 ザクリン人（かつては「メヨル (Meyor)」と称されていた）が、この県の主要な部族となっている。
2011年の国勢調査によれば、部族人口は合わせて 16,451人 (77.72%) を占め、そのおもな部族は、 Idu/Taraon Mishmi (9,991人)、Kaman/Miju Mishmi (5,021人)、Degaru Mishmi (472人)、Meyor (472人) であった。

### 言語
アンジョー県の言語 (2011年)

### 宗教
| アンジョー県の宗教 (2011年) | アンジョー県の宗教 (2011年) | アンジョー県の宗教 (2011年) | アンジョー県の宗教 (2011年) | アンジョー県の宗教 (2011年) |
| --------------------------- | --------------------------- | --------------------------- | --------------------------- | --------------------------- |
| 宗教                        |                             |                             | パーセント                  |                             |
| ヒンドゥー教                | ヒンドゥー教                |                             | 61.83%                      | 61.83%                      |
| その他                      | その他                      |                             | 28.99%                      | 28.99%                      |
| イスラム教                  | イスラム教                  |                             | 3.09%                       | 3.09%                       |
| 仏教                        | 仏教                        |                             | 3.04%                       | 3.04%                       |
| キリスト教                  | キリスト教                  |                             | 1.28%                       | 1.28%                       |

## 植物相、動物相
この件は、野生生物が豊かである。希少な哺乳動物としては、ミジュ諸語で
「gheyam」と称されるミシュミタキン、アカゴーラル、ゴンシャンホエジカ、ブタオホエジカなどがおり、鳥類の希少種ではミジュ諸語で「mankree」と称されるオジロニジキジがいる。松の一種で、ミジュ諸語で「Rok Sak」というメルクシマツは、インド北東部の中でもアンジョー県にしか自生していない。近年、科学的に関心が寄せられてるモモンガも、この件には生息している。当地のものは「Mishmi giant flying squirrel」と称され、「Petaurista mishmiensis」と学名が命名されている。近年、科学者たちが新たに発見したのはホオジロマカクである。これは、2015年に中国で発見されていたが、インドに生息していることが確認されたのは最近のことである。この発見によって、インドに生息する哺乳類の総数は 438種となった。

## 金融
アンジョー県に店舗を構える銀行の一覧。
- インドステイト銀行、ハワイ[19]
- インドステイト銀行、ハユリアン[20]